# رایان ادواردز (بازیکن فوتبال انگلستان)
رایان ادواردز (انگلیسی: Ryan Edwards؛ زادهٔ ۷ اکتبر ۱۹۹۳) بازیکن فوتبال اهل بریتانیا است.
از باشگاه‌هایی که در آن بازی کرده‌است می‌توان به باشگاه فوتبال بلکبرن روورز، باشگاه فوتبال ترانمره راورز، باشگاه فوتبال مورکم، باشگاه فوتبال ردینگ، باشگاه فوتبال چسترفیلد، باشگاه فوتبال روچدیل، و باشگاه فوتبال فلیتوود اشاره کرد.